# Черново (Богородський міський округ)
Черно́во (рос. Черново) — присілок у складі Богородського міського округу Московської області, Росія.

## Населення
Населення — 108 осіб (2010; 164 у 2002).
Національний склад (станом на 2002 рік):
- росіяни — 99 %